# 프로젝트 매니저
프로젝트 매니저(project manager)는 한시적인 일을 수행하는 데 있어서 관리 방법론(통합, 범위, 시간, 원가, 품질, 인력, 의사소통, 위험, 조달관리)에 따라 가장 효율적으로 추진하는 것으로 프로젝트의 계획과 실행에 있어서 종합적인 책임을 가진 직책 또는 직무이다.

## 용어 정의
프로젝트 관리자는 외국인 투자가 또는 외국인투자 기업에 대해 정보 제공, 면담 주선, 부지 알선, 인허가 대행 등 외국인투자와 관련된 각종 서비스를 제공하는 자로 대한무역투자진흥공사사장이 지정한다. 체계적인 경영 관리 능력은 물론, 프로젝트 구성원의 의견을 정리하는 능력이 필수적이다.
특히 개발 사업 · 신규 공사 등의 대규모 공사에서 프로젝트 팀을 조직하는 경우, 그 계획을 종합적으로 운용해 가는 책임자를 프로젝트 매니저(project manager)라고 하는데 과거에는 건설 토목공사의 대형 프런트에서 나온 용어였지만 정보화사회로 진입하면서 IT기반의 정보산업을 비롯하여 산업전반에 사용되고 있다.

## 구별
PM전문가를 PMP 혹은 PMO라고 하고, 관련 시스템을 PMS라 한다.

## 같이 보기
- 프로젝트 관리
- 프로젝트 관리 조직
- 프로젝트 관리 전문가

## 참고 자료
- 《지식경제용어사전》, 산업통상자원부(2010년판)